# Heren van de thee (toneelstuk)

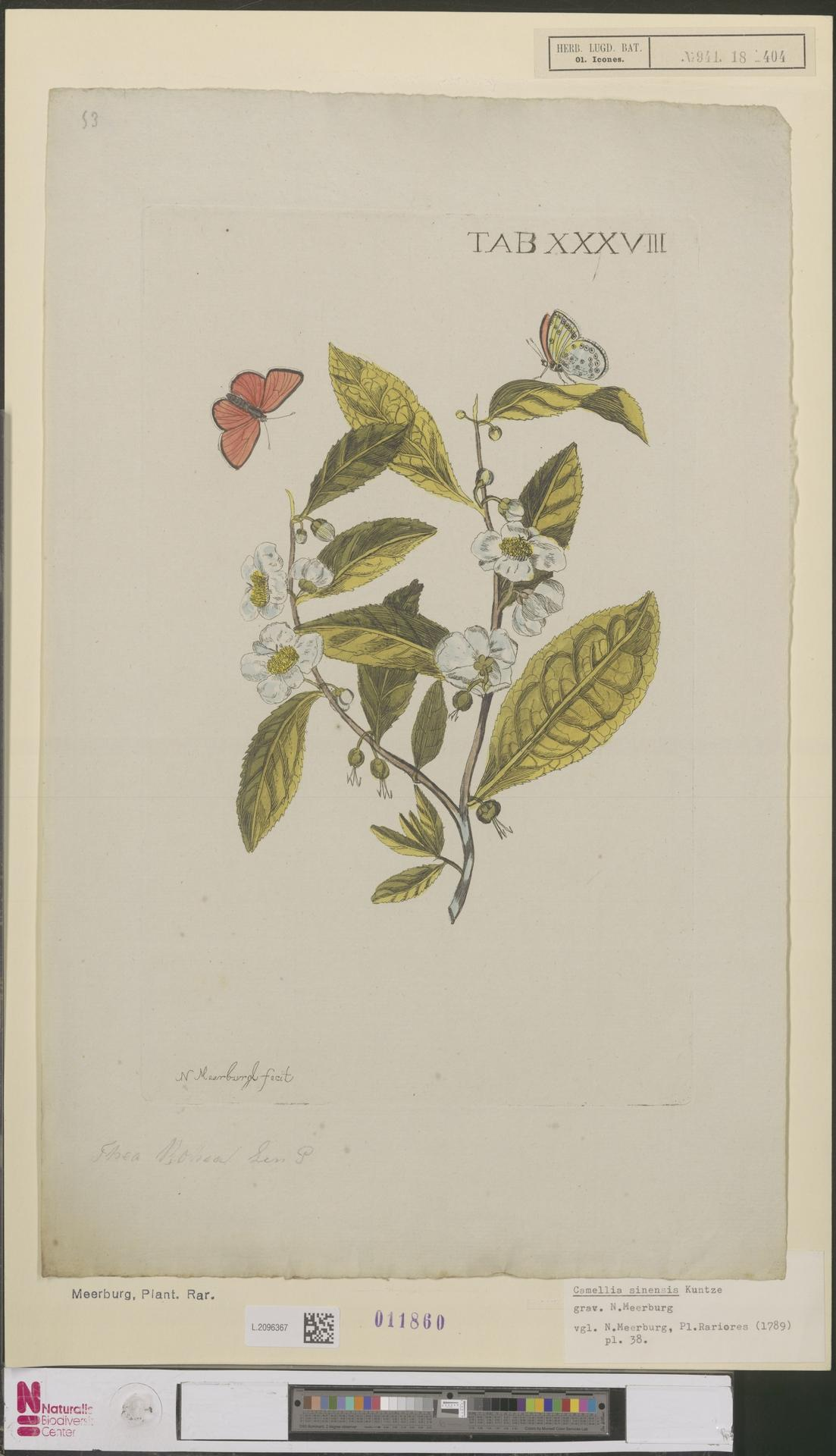
Gravure van Camellia sinensis Kuntze door Nicolaas Meerburgh, gebruikt als voorplaat van Heren van de Thee.

Heren van de Thee is een Nederlands toneelstuk dat werd geschreven en geregisseerd door Ger Thijs, naar de gelijknamige roman van Hella S. Haasse. Tussen oktober 2009 en februari 2010 werd het 90 keer opgevoerd door heel Nederland. Het werd uitgebracht door Hummelinck Stuurman Theaterbureau.

## Verhaal
Rudolf Kerkhoven keert terug naar Indië in de veronderstelling dat hij zijn vader zal opvolgen op de theeplantage, daar heeft hij immers hard voor geleerd. In Indië blijkt dat zijn broer August al is aangesteld om zijn vader op te volgen. Rudolf krijgt een klein startkapitaal om een eigen plantage te beginnen in het woeste gebergte van de Preanger. Een van zijn geldschieters is zijn zwager Joan Henny. Rudolf moet hard werken om de theeplantage tot bloei te brengen. Hij wordt daarbij niet alleen tegengewerkt door de natuur, maar ook door zijn vader, broer en zwager. Dit sterkt Rudolf enkel in zijn ambitie de grootste en beste plantage op Java te bouwen. Hij verliest daarbij zijn vrouw Jenny uit het oog. Pas als zij ten onder is gegaan, komt hij tot inkeer. Succes in de onderneming wordt betaald met ongeluk in het persoonlijk leven.
Het stuk is een bewerking van de gelijknamige roman van Hella S. Haasse. Dit boek verscheen in 1992 en is sindsdien een bestseller. Zij baseerde zich op de briefwisselingen die de familie Kerkhoven voerde, zowel in Batavia als in Nederland, in het begin van de 20ste eeuw. De toneelbewerking van Ger Thijs is trouw aan het boek. Het verhaal heeft trekken van een grote tragedie.
Na Max Havelaar, De stille kracht, Van oude mensen, de dingen die voorbij gaan en De Batavia was Heren van de Thee het laatste deel van het koloniale vijfluik, de serie over het Indische verleden van Nederland, die Hummelinck Stuurman Theaterbureau produceerde tussen 2005 en 2010.

## Rolbezetting
| Acteur                  | Rol                                                           |
| ----------------------- | ------------------------------------------------------------- |
| Cees Geel               | Rudolf E. Kerkhoven                                           |
| Nienke Römer            | Jenny Kerkhoven - Roosegaarde Bisschop                        |
| Hajo Bruins             | Joan Henny                                                    |
| Oda Spelbos             | Cateau Henny - Kerkhoven                                      |
| Hein van der Heijden    | August Kerkhoven                                              |
| Sandra Mattie           | Marie Roosegaarde Bisschop                                    |
| Dic van Duin            | Rudolf A. Kerkhoven (vader) en Karel Holle                    |
| Dewi Reijs              | Enko                                                          |
| Martin Willem van Duijn | Eduard Kerkhoven en vader Roosegaarde Bisschop                |
| Yannick Noomen          | Rudolf A. Kerkhoven junior                                    |
| Linde van den Heuvel    | Bertha (zus van Rudolf) en Bertha junior (dochter van Rudolf) |

## Ontvangst
Heren van de Thee werd gematigd positief door de pers ontvangen. De pers was verdeeld. De voorstelling werd genomineerd voor de Toneelpublieksprijs. Voor de televisiereeks Toneel op 2 werd Heren van de Thee opgenomen tijdens de voorstellingen van 8 en 9 februari 2010 in de Rabo-zaal van de Amsterdamse Stadsschouwburg.